# Роман Ліка Вікторівна
Лі́ка Ві́кторівна Ро́ман (нар. 12 травня 1985 року, Ужгород, УРСР) — українська модель. Міс Україна 2007.

## Біографія
Батько Ліки, Віктор — музикант, мати Світлана — дизайнер одягу. Дівчина закінчила напрям міжнародних відносин у Київському славістичному університеті.
Після перемоги на конкурсі Міс Україна 2007 Роман представляла Україну на Міс Світу, що проходив у Китаї.